# Landesrechnungshof Steiermark
Der Landesrechnungshof in der Steiermark wurde als erster unabhängiger Landesrechnungshof in Österreich am 29. Juni 1982 eingerichtet und unterstützt als weisungsungebundenes Organ des Landtages den Landtag Steiermark in seiner parlamentarischen Kontrollfunktion.
Der Landesrechnungshof erfüllt die verfassungsgesetzlich vorgesehenen, Aufgaben der finanziellen und wirtschaftlichen Kontrolle im Land Steiermark. Der Prüfbereich umfasst die Landesverwaltung sowie ausgelagerte Beteiligungen, an denen das Land mit mindestens 25 % finanziell beteiligt ist. Der Landesrechnungshof prüft die Gebarung des Landes auf Rechtmäßigkeit, Sparsamkeit, Wirtschaftlichkeit und Zweckmäßigkeit. Seine Aufgabe ist es, für einen verantwortungsvollen und transparenten Umgang mit öffentlichen Mitteln zu sorgen und Verbesserungen anzuregen.
Als Besonderheit der österreichischen Rechnungskontrollbehörden kontrolliert der Landesrechnungshof vor Projektbeginn die Kosten von Großprojekten. Nach Baubeginn von Großprojekten obliegt dem Landesrechnungshof die laufende Kontrolle der Gesamtkosten in Form einer Kostenverfolgung.

## Aufgaben
(Quelle: )

### Gebarungskontrolle (Art. 50 L-VG)

#### Landesgebarung
Der Landesrechnungshof kontrolliert die Gebarung
1. des Landes, der Stiftungen, Fonds und Anstalten, die von Organen des Landes oder von Personen (Personengemeinschaften) verwaltet werden, die hierzu von Organen des Landes bestellt sind;
2. von Unternehmungen, die das Land allein betreibt oder an denen das Land mit mindestens 25 % des Stamm-, Grund- oder Eigenkapitals beteiligt ist. Einer solchen finanziellen Beteiligung ist die tatsächliche Beherrschung von Unternehmungen durch andere finanzielle oder sonstige wirtschaftliche oder organisatorische Maßnahmen gleichzuhalten. Die Erteilung von Aufträgen an Unternehmungen erfüllt für sich allein nicht diesen Tatbestand;
3. von Unternehmungen jeder weiteren Stufe, bei denen eine Beteiligung oder tatsächliche Beherrschung im vorstehenden Sinne durch Unternehmungen, die der Kontrolle durch den Landesrechnungshof unterliegen, gegeben ist;
4. physischer Personen, Personengesellschaften des Handelsrechts und juristischer Personen des privaten und des öffentlichen Rechts, die Landesvermögen treuhändisch verwalten;
5. öffentlich-rechtlicher Körperschaften, soweit diese mit Mitteln des Landes erfolgt;
6. physischer Personen, Personengesellschaften des Handelsrechts und aller juristischer Personen des privaten und des öffentlichen Rechts, sofern das Land diesen finanziellen Zuwendungen (insbesondere Subventionen, Darlehen, Zinsenzuschüsse) gewährt oder für die das Land eine Ausfallshaftung übernommen hat, wenn sich das Land vertraglich eine solche Kontrolle vorbehalten hat;
7. von Wohnbauträgern, die Mittel aus der Wohnbauförderung erhalten, sofern sich das Land vertraglich eine solche Kontrolle vorbehalten hat;
8. von Gemeinden, die vom Land Mittel erhalten, sofern sich das Land vertraglich eine solche Kontrolle vorbehalten hat.

Kompetenzfeststellung durch den VfGH
Entstehen zwischen dem Landesrechnungshof und einem Rechtsträger Meinungsverschiedenheiten über die Auslegung der Zuständigkeiten des Landesrechnungshofes gemäß Art. 50 Abs. 1 bis 3 L-VG, so entscheidet auf Antrag der Landesregierung oder des Landesrechnungshofes der Verfassungsgerichtshof.

#### Gemeindegebarung (Art. 50 Abs. 2 und 3 L-VG)
Mit 1. Juni 2015 wird die Zuständigkeit des Landesrechnungshofes auf die Prüfung von Gemeinden einschließlich ihrer Beteiligungen ausgeweitet. Mit der L-VG-Novelle, LGBl. Nr. 76/2014, wurde die bundesverfassungsrechtliche Ermächtigung des Art. 127c B-VG hinsichtlich der Gemeindeprüfkompetenz vom Landesverfassungsgeber voll umgesetzt.
Ab 1. Juni 2015 kontrolliert der Landesrechnungshof daher die Gebarung
1. von Gemeinden mit weniger als 10.000 Einwohnern (nur von Amts wegen) sowie von Gemeinden mit mindestens 10.000 Einwohnern (nur auf Antrag gemäß Art. 51 Abs. 4 L-VG);
2. von Stiftungen, Fonds und Anstalten, die von Organen einer Gemeinde gemäß Z. 1 oder von Personen (Personengesellschaften) verwaltet werden, die hierzu von Organen einer Gemeinde gemäß Z. 1 bestellt sind;
3. von Unternehmungen, die Gemeinden gemäß Z. 1 allein betreiben oder an denen diese mit mindestens 25 % des Stamm-, Grund- oder Eigenkapitals beteiligt sind. Einer solchen finanziellen Beteiligung ist die tatsächliche Beherrschung durch andere finanzielle oder sonstige wirtschaftliche oder organisatorische Maßnahmen gleichzuhalten. Die Erteilung von Aufträgen an eine Unternehmung erfüllt für sich allein nicht diesen Tatbestand;
4. von Unternehmungen jeder weiteren Stufe, bei denen eine Beteiligung oder tatsächliche Beherrschung im Sinne der Z. 3 durch Unternehmungen, die der Kontrolle durch den Landesrechnungshof unterliegen, gegeben ist;
5. öffentlich-rechtlicher Körperschaften mit Mitteln einer Gemeinde gemäß Z. 1.

Die Überprüfung der Gebarung von Gemeindeverbänden durch den Landesrechnungshof ist verfassungsrechtlich nicht vorgesehen.

### Projektkontrolle (Art. 53 bis 55 L-VG)
Der Landesrechnungshof kontrolliert nach Maßgabe der folgenden Bestimmungen die Bedarfsermittlung, die Soll-Kosten und Folge-Kosten von Projekten (Projektkontrolle),
1. die das Land selbst ausführt;
2. bei denen sich das Land zur Ausführung anderer Rechtsträger bedient;
3. die von Unternehmungen, die das Land allein betreibt oder an denen das Land mit mindestens 25 % des Stamm-, Grund- oder Eigenkapitals beteiligt ist, sofern das Land mindestens 50 % der für das Projekt erforderlichen Mittel durch Stamm-kapital, Beihilfen, Darlehen oder Übernahme von Ausfallshaftungen vom Land zur Verfügung stellt;
4. die von physischen Personen, Personengesellschaften des Handelsrechts oder von juristischen Personen des privaten oder des öffentlichen Rechts ausgeführt werden und bei denen sich das Land eine solche Kontrolle vertraglich vorbehalten hat.

Projekt im Sinne des L-VG ist ein Vorhaben, das einen in wirtschaftlicher, rechtlicher und finanzieller Hinsicht einheitlichen Anschaffungs- oder Herstellungsvorgang zum Gegenstand hat, der aufgrund einer gesamtheitlichen Planung durchgeführt werden soll, und zwar unabhängig davon,
1. ob das Vorhaben in einer oder in mehreren Phasen durchgeführt wird oder
2. ob die Finanzierung einmalig erfolgt oder sich aus einer Mehrzahl von sachlich abgrenzbaren finanziellen Leistungen zusammensetzt.

Diese Kontrolle ist durchzuführen, sofern die Gesamtkosten des Projektes 2 Promille des Gesamtausgabevolumens des gültigen Landesvoranschlages übersteigen. Ist diese Voraussetzung nicht gegeben, so kann eine solche Kontrolle auf begründetes Ersuchen der Landesregierung oder durch Beschluss des Landtages vorgenommen werden.
Die zur Projektvorlage Verpflichteten sind berechtigt, die Projektkontrolle in die Kontrolle der Bedarfsermittlung und die Kontrolle der Soll-Kosten- und Folge-Kosten-Berechnungen zu teilen.

### Gesamtkostenverfolgung von Projekten und Jahresbericht (Art. 56 und 57 L-VG)
Der Landesrechnungshof hat bei Projekten, bei denen eine Projektkontrolle durchgeführt wurde, während der Projektabwicklung Kontrollen der Ist-Kosten auf ihre Übereinstimmung mit den Soll-Kosten-Berechnungen vorzunehmen (Gesamtkostenverfolgung).
Die zur Projektvorlage Verpflichteten haben dem Landesrechnungshof nach der Projektkontrolle Änderungen des Projektes bekannt zu geben und das tatsächlich zur Ausführung gelangende Projekt samt den Soll-Kosten- und Folge-Kosten-Berechnungen vorzulegen. Diese Kostenberechnungen sind der Gesamtkostenverfolgung zugrunde zu legen.
Weiters sind während der Projektabwicklung Quartalsberichte über die Gesamtkostenentwicklung dem Landesrechnungshof vorzulegen. Dieser hat zu prüfen, ob die Quartalsberichte mit den vorgelegten Berechnungen übereinstimmen.
Treten während der Durchführung des Projektes gegenüber der Soll-Kosten-Berechnung Überschreitungen von mehr als 20 % auf oder ist mit einer solchen Überschreitung zu rechnen, so haben die zur Projektvorlage Verpflichteten dies dem Landesrechnungshof mit ausführlicher Begründung zu melden. Kostensteigerungen, die auf die Erhöhung des Baukostenindex zurückzuführen sind, bleiben unberücksichtigt.
Der Landesrechnungshof hat dem Kontrollausschuss jährlich bis zum 31. März einen Bericht über seine Tätigkeit im Rahmen der Gesamtkostenverfolgung vorzulegen.

### Weitere Aufgaben des Landesrechnungshof Steiermark
- Stellungnahme zum Entwurf des Landesbudgets und des Landesrechnungsabschlusses
- Tätigkeitsbericht
- Mitwirkung an der unionsrechtlichen Finanzkontrolle
- Stellungnahme zu finanziellen Auswirkungen von Gesetzesvorschlägen
- Beratungsfunktion

## Rechtsgrundlagen
Die verfassungsrechtliche Grundlage für die Errichtung und Aufgabenstellung des Landesrechnungshofes bildet grundsätzlich der 4. Abschnitt des Landes-Verfassungsgesetzes 2010 (L-VG), Art. 46 bis 67. Weiters relevant sind die Art 19, 19a, 22, 23 und 41.
Basierend auf der Haushaltsreform des Landes Steiermark wurde das Steiermärkische Landeshaushaltsgesetz 2013 (StLHG) erlassen. Eine weitere Aufgabe des Landesrechnungshofes ist die Vorlage einer Stellungnahme zu den im Entwurf des Landesbudgets enthaltenen Angaben zur Wirkungsorientierung (§ 34).
Die Geschäftsordnung des Landtages Steiermark enthält maßgebliche Bestimmungen für den Landesrechnungshof, vor allem über die Teilnahme und das Rederecht in den Ausschüssen bzw. im Kontrollausschuss (§ 14), die Erstellung eines Gutachtens über die finanziellen Auswirkungen betreffend eines zu beratenden Gesetzesvorschlages (§ 18), das Ersuchen um ergänzende Stellungnahme zu Berichten (§ 30) bzw. die Beratung und Beschlussfassung der Berichte im dafür eingerichteten Kontrollausschuss des Landtages (§ 32b).
Des Weiteren wird auf das Gesetz vom 7. Dezember 1989 über die Kontrollinitiative der Landesbürger an den Landesrechnungshof (Steiermärkisches Kontrollinitiativegesetz – KIG) verwiesen.